# Procampylaspis bacescoi
Procampylaspis bacescoi är en kräftdjursart som beskrevs av Daniel Reyss och Soyer 1966. Procampylaspis bacescoi ingår i släktet Procampylaspis och familjen Nannastacidae. Inga underarter finns listade i Catalogue of Life.